# Europa-Haus (Hannover)

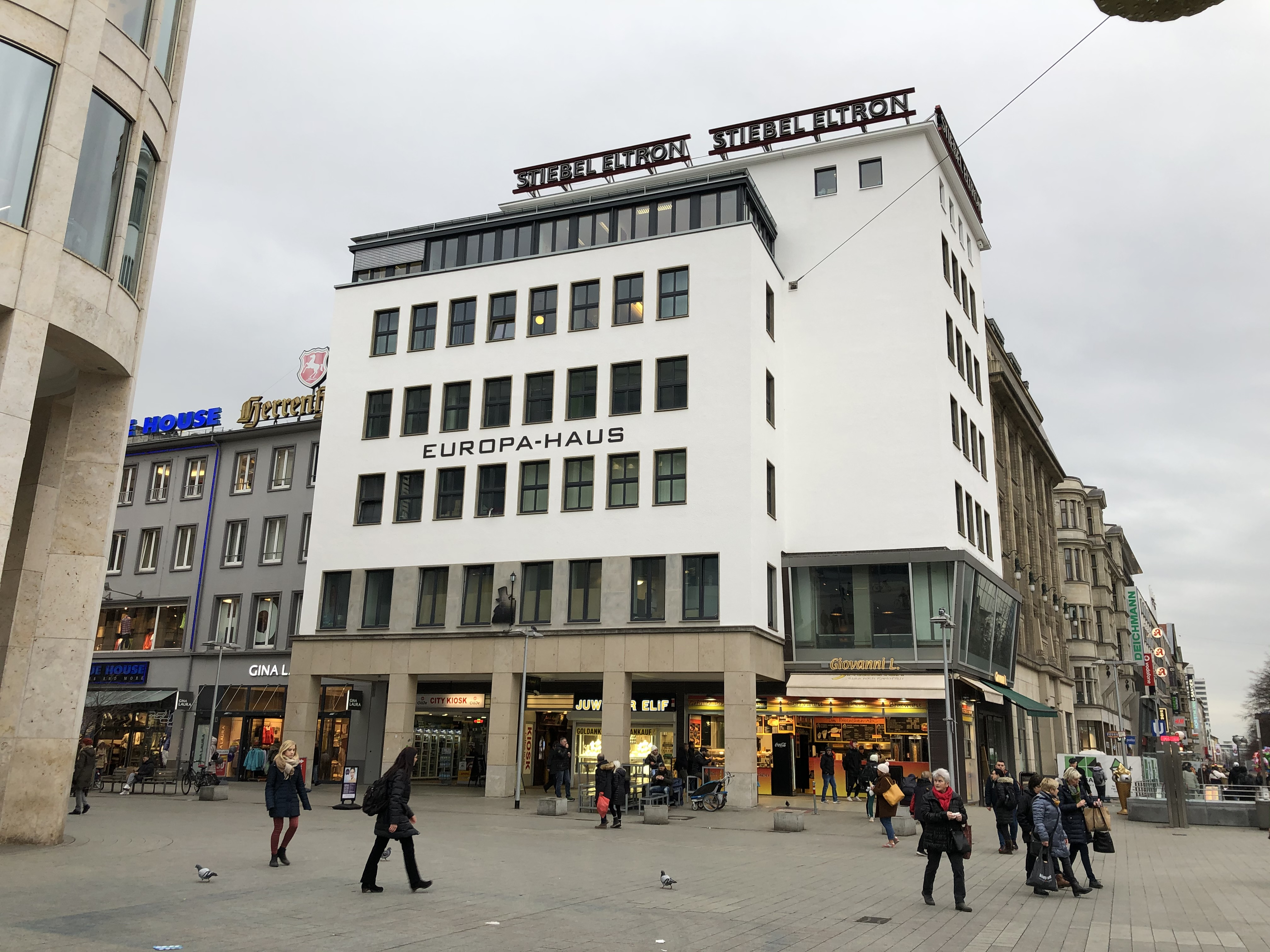
Das Europa-Haus am Kröpcke, Georgstraße Ecke Karmarschstraße

Das Europa-Haus in Hannover ist der erste Neubau eines Geschäftshauses in der niedersächsischen Landeshauptstadt nach dem Zweiten Weltkrieg. Das Gebäude oberhalb der historischen Kellergewölbe des Hauses Brackebusch am Kröpcke unter der heutigen Adresse Georgstraße 26 Ecke Karmarschstraße im Stadtteil Mitte gilt als Symbol für den Wiederaufbau der Stadt.

## Geschichte

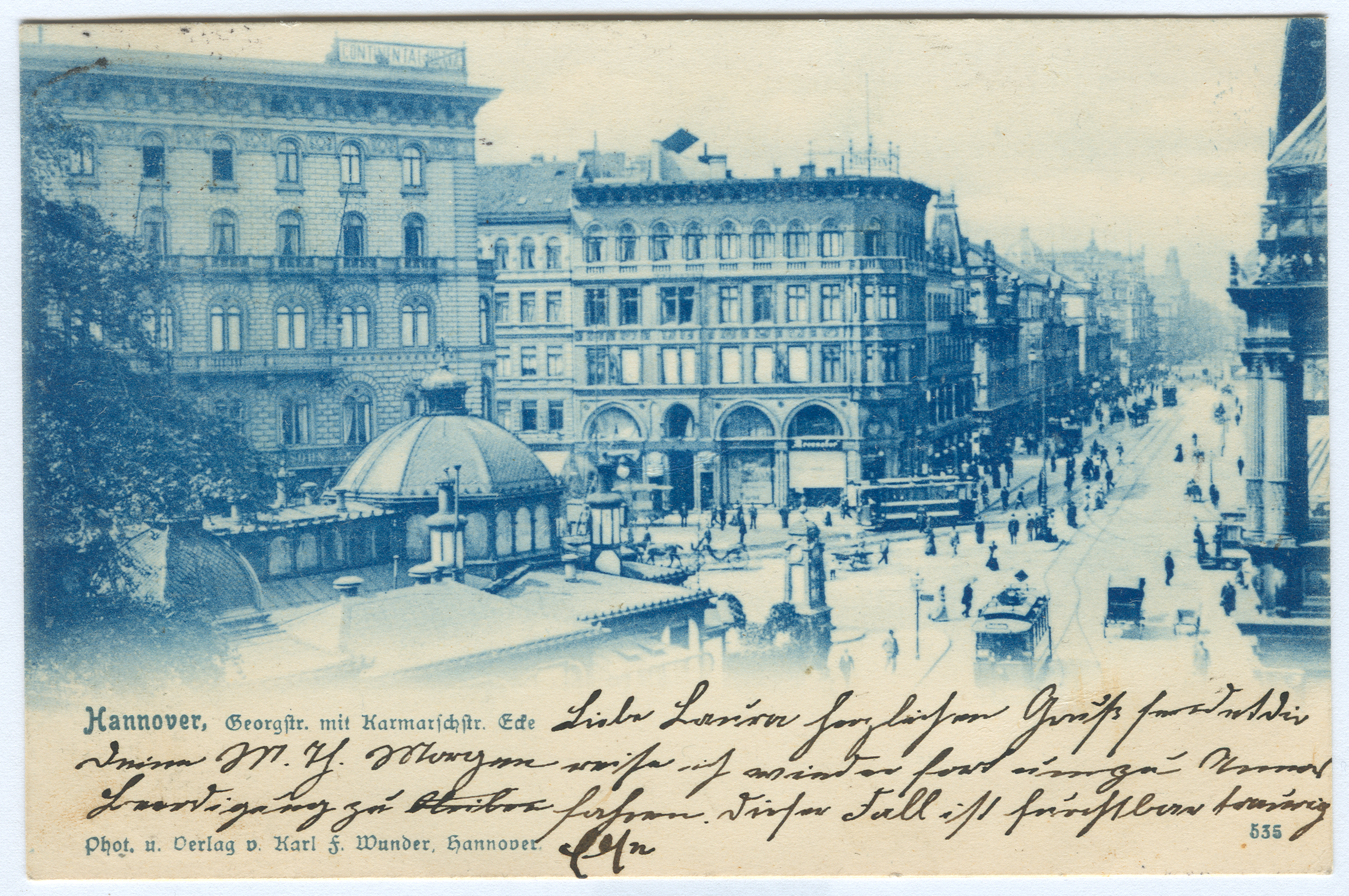
Haus Brackebusch (Bildmitte) an der Ecke Karmarschstraße, links das Hotel Continental, davor das ehemalige Café Kröpcke;
Ansichtskarte Nr. 535 (sogenannte Mondscheinkarte) von Karl F. Wunder, um 1898

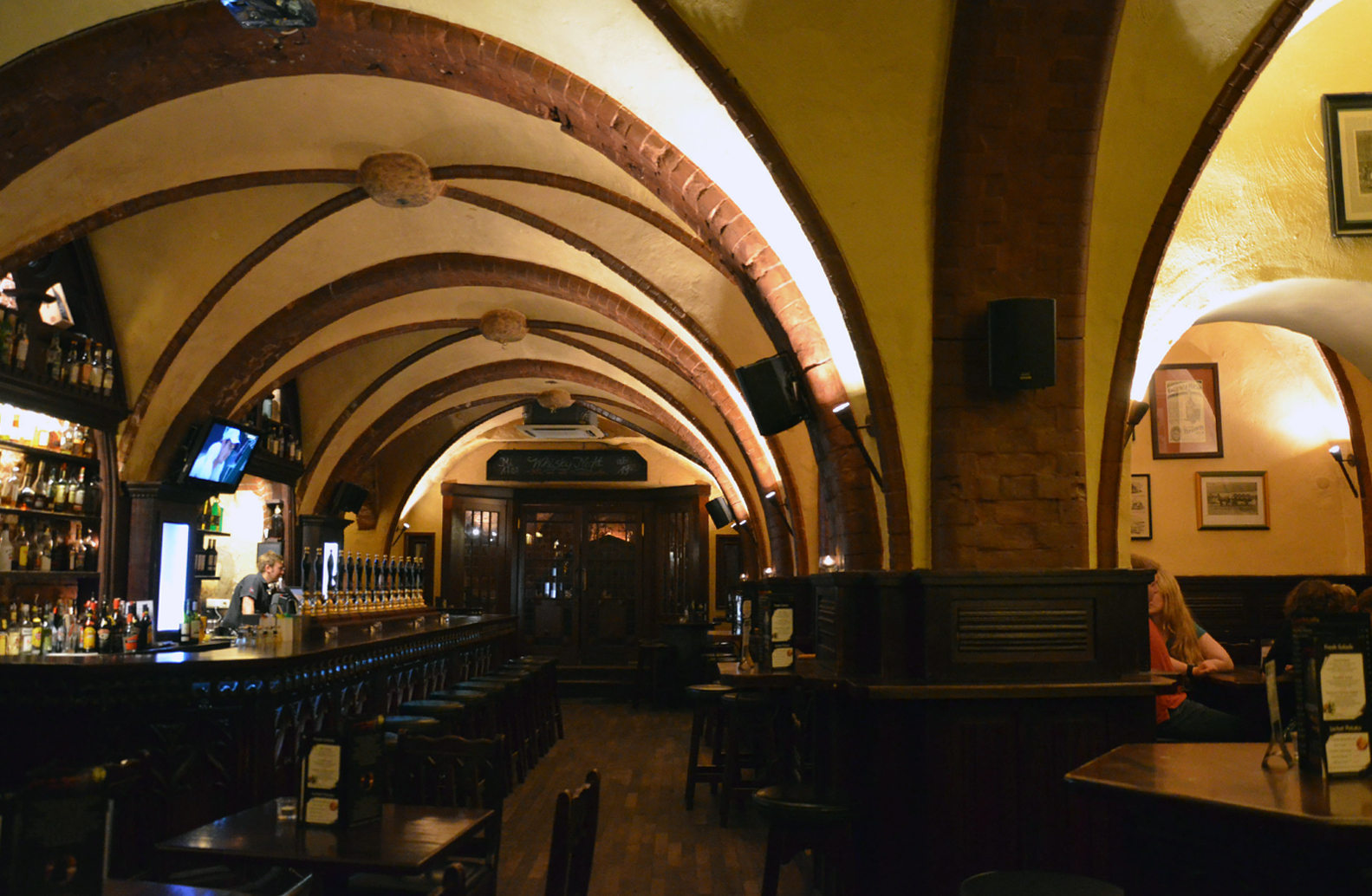
Historisches Kreuzrippengewölbe im Keller des Europa-Hauses, heute genutzt von der Gaststätte Jack the Ripper's London Tavern im Stil eines englischen Pubs

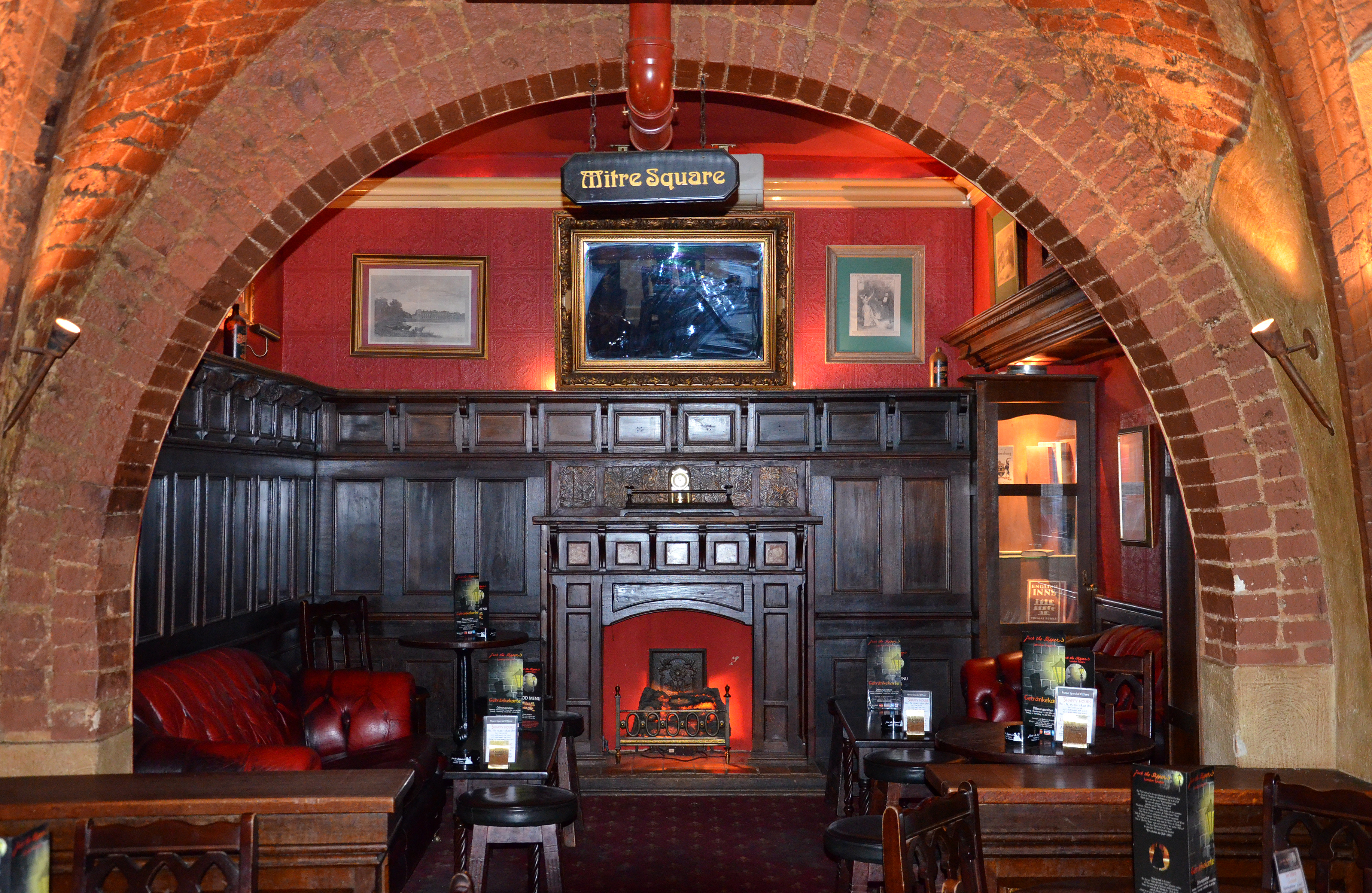
„Kamin-“ und Raucher-Lounge „Mitre Square“ in der „London Taverne“

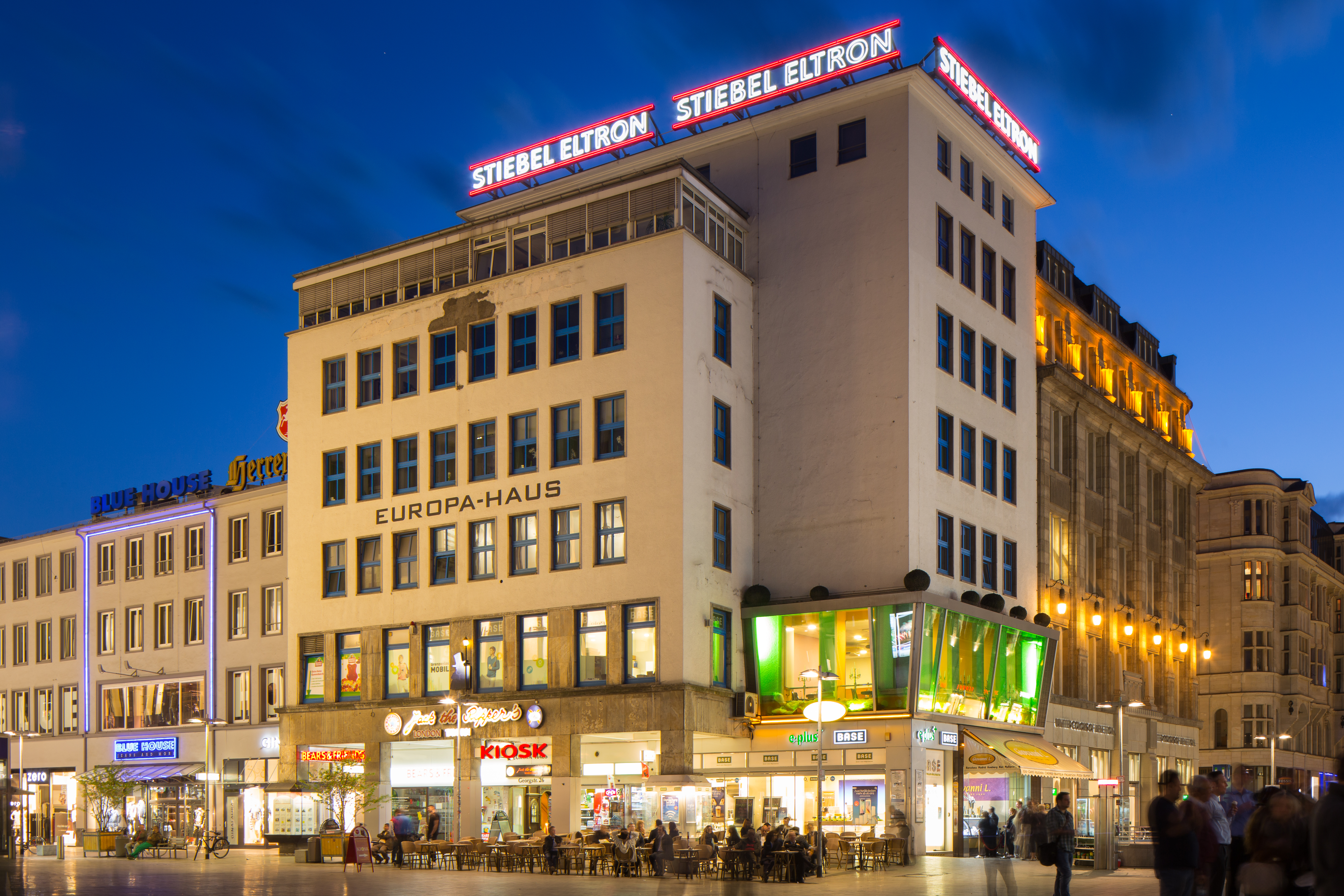
Das Europa-Haus bei Nacht

Als wenige Jahre nach der Gründung des Deutschen Reichs 1878 die Verlegung des ehemaligen Polytechnikums (heute: Leibniz Universität Hannover) bevorstand, konnte der Bauunternehmer Ferdinand Wallbrecht mit der Karmarschstraße den ersten Straßendurchbruch quer zu den jahrhundertealten, gleichgerichteten Hauptstraßen der hannoverschen Altstadt vornehmen – und zwar „rein privatwirtschaftlich“. Als Eckgebäude zur Georgstraße errichtete 1881 hier nun der Architekt Hubert Stier das sogenannte „Haus Brackebusch“.
Das Gebäude überdauerte sowohl das Kaiserreich als auch die Weimarer Republik, nicht jedoch die Zeit des Nationalsozialismus: Im Zweiten Weltkrieg fiel es während der Luftangriffe auf Hannover durch Fliegerbomben in Schutt und Asche. Unter den Trümmern der bald zu 48 Prozent zerstörten Stadt blieben lediglich die Kellerräume mit ihren Kreuzrippengewölben erhalten.
Ab dem Jahr der Währungsreform 1948 und im Jahr der Gründung der Bundesrepublik Deutschland 1949 entwickelte sich der Handelsschulkaufmann Friedrich Buhmann, der Begründer der Dr. Buhmann Schule, zu einer der treibenden Persönlichkeiten in der Aufbaugemeinschaft Hannover: In Buhmanns Auftrag errichtete der Architekt Joseph Herlitzius – aufbauend auf dem erhaltenen Kellergeschoss des Vorgängerbaues und noch nach dem ersten (Wieder-)„Aufbauplan“ in den historischen Straßenfluchten – das Europa-Haus: Das Richtfest für das erste neu errichtete Hochhaus in Hannover fand am 16. Dezember 1948 statt „in Anwesenheit von Oberstadtdirektor Gustav Bratke und Oberbaurat Prof. Dr. Rudolf Hillebrecht“. 1949 ging dann auch der Fahrstuhl des Aufzugbauers Hävemeier & Sander in Betrieb. Als erster Geschäftshausneubau in Hannover nach dem Krieg wurde das Europa-Haus zur „Eckdominante des [seinerzeit erst entstehenden ...] Kröpckeplatzes“ und als Symbol für den Wiederaufbau zugleich Kopfbau der später angebauten Häuserzeile in der Karmarschstraße.
Die erhaltenen Kreuzrippengewölbe aus dem 19. Jahrhundert unterhalb der Straßenebene ließen später „düstere“ Assoziationen zu ähnlich alten Londoner Tavernen und die Zeit von Jack the Ripper aufkommen: Die historische Kellerkulisse dient heute (Stand: 03/2014) der im Stil eines englischen Pubs eingerichteten Gaststätte Jack the Ripper's London Tavern.
Im Frühjahr 2019 wurde die Fassade des Europa-Hauses umfassend saniert.

## Baubeschreibung
Der oberirdisch sichtbare Teil des Europa-Hauses wurde als 6- bis 7-geschossiger, schlichter Betonskelettbau mit zurückgestaffeltem Flachdach errichtet. Der in weiß verputzte Eckbau hält im Erdgeschoss eine Arkade vor, die ursprünglich durch die erst später in der Karmarschstraße entstandenen Geschäftsneubauten fortgesetzt werden sollten.